# Ero guro

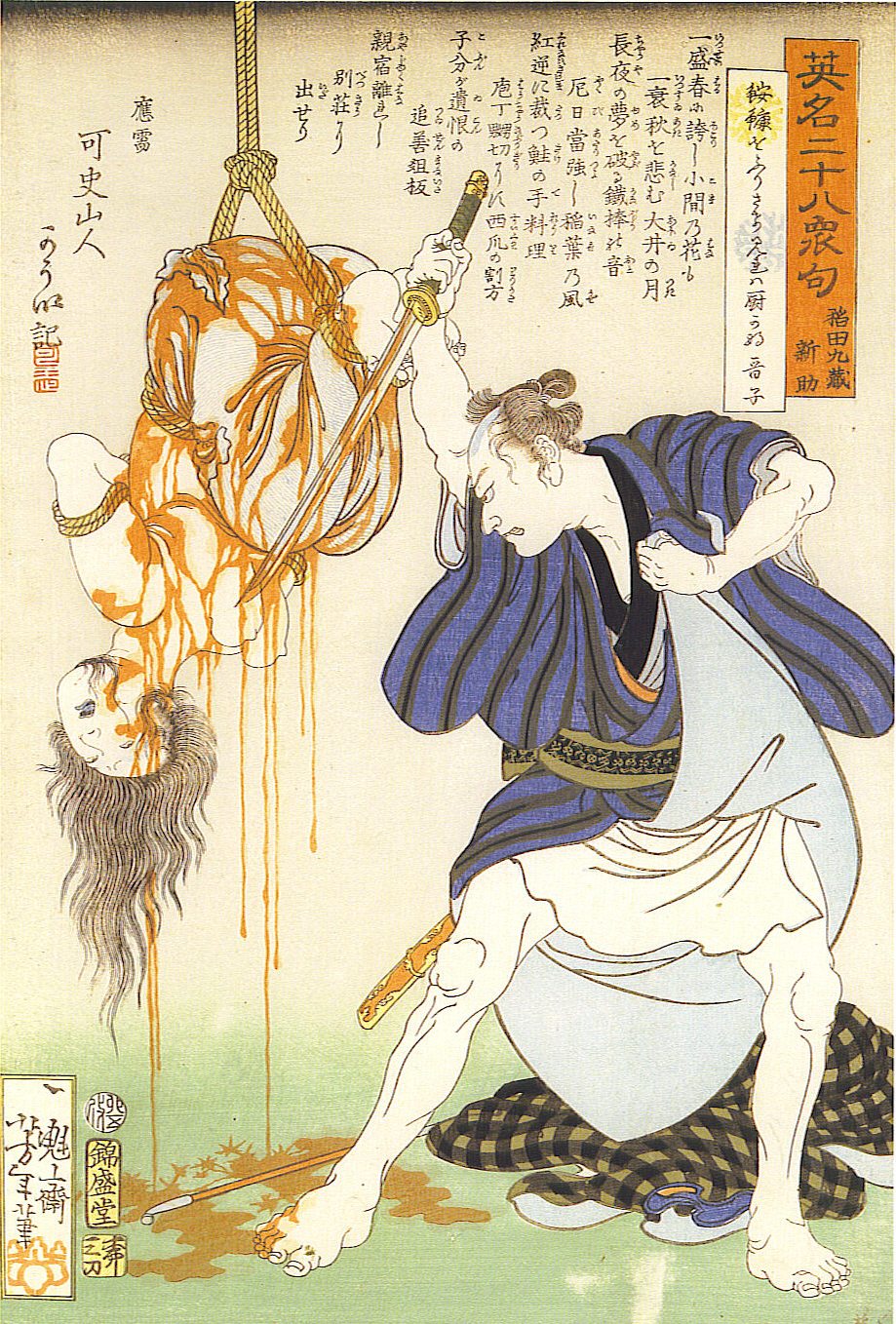
Holzschnitt aus der Reihe 28 berühmte Mörder mit Versen von Tsukio Yoshitoshi

Bei ero-guro (jap. エログロ, auch nur guro) handelt es sich um ein Untergenre des Hentai, in welchem auf bizarre Weise Sadomasochismus, Verstümmelung, Koprophilie, Blut u. ä. thematisiert wird. Der Begriff ist ein Scheinanglizismus (im jap. wasei-eigo genannt), der Aussprache von ero-tic und gro-tesque entstammend. Diese Art der Pornografie wird in der englischsprachigen Internetgemeinde umgangssprachlich auch einfach als guro bezeichnet. Der Begriff guro soll nicht mit dem englischen gore (Darstellung von Blut und Innereien) verwechselt werden. Ähnliche Sorgfalt ist im Kontext von Film und Theater anzubringen. Das diesen Künsten zugehörige Genre des ero-guro-nansensu ist zwar mit dem hier genannten Begriff verwandt, jedoch nicht gleichzusetzen.
Typisch ist hierbei die Mischung vulgärer Motive mit erotischen, um eine Ästhetik des Grotesken zu erschaffen. Als pornografisch und gleichzeitig grausig angesehene Kunstgegenstände müssen aber nicht zu ero-guro zählen.

## Geschichte
Aufgrund der ero-guro-nansensu-Bewegung erhielt die Kunstrichtung einen enormen Aufschwung. Die Formierung entstand als Reaktion auf die als dekadent betrachtete Modernisierung Japans während der Taishō-Zeit. Die Wurzeln dieses Kulturphänomens gehen auf Künstler wie Tsukioka Yoshitoshi zurück. Dieser schuf neben sexuell konnotierten Shungas auch Holzschnitte über Enthauptungen und anderen Gewalttaten japanischer Geschichte. Auch Vertreter des Ukiyo-e, z. B. Utagawa Kuniyoshi, wählten Themen wie Fesselung, Vergewaltigung und erotisierte Kreuzigung für ihre Arbeiten.
Die Bewegung trat zum ersten Mal in der innerhalb der 1920er und 30er Jahren veröffentlichte japanische Literatur. Der sog. Abe-Sada-Zwischenfall 1936, in welchem eine Frau ihren Liebhaber zuerst erdrosselte und danach die Leiche kastrierte, traf den Nerv der ero-guro-nansensu-Kultur (vor allem für das Element des nonsens), gehörte aber mit zu den Gründen, die zur Zensur artverwandter Medien führten. Das Leben der Abe Sada erhielt zwischen 1970 und 2000 vier Filmadaptionen und eine Dokumentation. Ähnliche Aktivitäten und Subkulturen wurden während des 2. Weltkriegs unterdrückt, erstarkten zur Nachkriegszeit aber wieder speziell im Manga und der Musik.
Nachfolgend beeinflusste die Strömung auch Teile des japanischen Theaters, Films und der Kunst.

## Spätere Einflüsse
Ero-guro ist Element zahlreicher japanischer Horrorfilme und sog. pinku eiga; vor allem in den 1960er und 70er Jahren. Beispiele hierfür sind Takugawa – Gequälte Frauen (1968) und Horrors of malformed men (1969) von Teruo Ishii, sowie Yasuzō Masumuras Die blinde Bestie (1969). Beide letztgenannten Filme basieren auf den Arbeiten des Edogawa Rampo. Ein zeitgemäßeres Beispiel ist Sion Sonos Film Strange Circus (2005).
Es existieren auch moderne Guro-Künstler, von denen manche behaupten, ihre Werke seien durch die ero-guro-nansensu-Strömung beeinflusst worden und sind der Meinung, sie ergründeten das mit sexuellen Untertönen vermischte, makabre Grauen. Zumeist ist die erotische Komponente, selbst wenn diese nicht explizit ist, vereinigt mit grotesken Themen und Merkmalen (ähnlich zu den Arbeiten H. R. Gigers). Andere Kunstschöpfer verarbeiteten angelehnt an japanischer Pornografie und Hentai in ihren Werken Stoffe wie Blut, Gore, Deformierung des Körpers, Gewalt, Erniedrigung, Urin, Einläufe oder Kot.
Wohlbekannte Mangaka des Genres sind u. a. Suehiro Maruo, Hajime Yamano, Jun Hayami, Go Nagai, Shintaro Kago, Toshio Maeda, Henmaru Machino, Yamamoto Takato, Horihone Saizō, Katsuhisa Kigitsu und Rei Mikamoto.
Das moderne Genre des Tentakelpornos begann als Unterart des ero-guro, erfreute sich aber so großer Beliebtheit, dass es zumeist gleichberechtigt neben dem Vorbild gesehen wird. Zugleich reichen die Wurzeln dieser Spielart noch weiter in die japanische Kunstgeschichte zurück (z. B. „Der Traum der Fischersfrau“/„Perlentaucherin und Oktopus“ von Hokusai).

## In der Musik
Einige Gruppen des Visual Kei, allen voran Cali Gari, setzen für die optische Inszenierung auf Aspekte des ero-guro. Abendländische Anhänger dieser Musikrichtungen nahmen an, diese Thematik gehöre einem Subgenre ihrer favorisierten Musikrichtung an und verbanden diese mit ähnlichen Musikergruppen. Des Weiteren existiert in der japanischen Popmusik ein gleichnamiges Genre, welches sich dem guro widmet.
Coverart sowie Booklet für das 2014 erschienene Album You're Dead! des Produzenten Flying Lotus wurden vom Mangaka Shintaro Kago entworfen. Dieser war auch für Designelemente der zum Album gehörigen Liveshow verantwortlich. Die Illustrationen bestanden zum Großteil aus Menschen beiden Geschlechts, welche deformiert und per unrealistischer Hochtechnologie verstümmelt werden. Dominierend in diesen Bildern ist vor allem die Darstellung von Gore und Nacktheit.